# Paliurus ramosissimus
Paliurus ramosissimus es una especie de planta de la familia Rhamnaceae.

## Taxonomía
La especie fue descrita inicialmente como Aubletia ramosissima por João de Loureiro y publicada en Flora Cochinchinensis 1: 283, en 1790, actualmente, es tanto un sinónimo como el basónimo de esta; y ulteriormente, sería transferida al género Paliurus por Jean Louis Marie Poiret en Encyclopédie Méthodique. Botanique ... Supplément 4(1): 262–263, en 1816.

#### Etimología
Véase: Paliurus
ramosissimus: epíteto latino que significa "la más ramificada".

## Galería

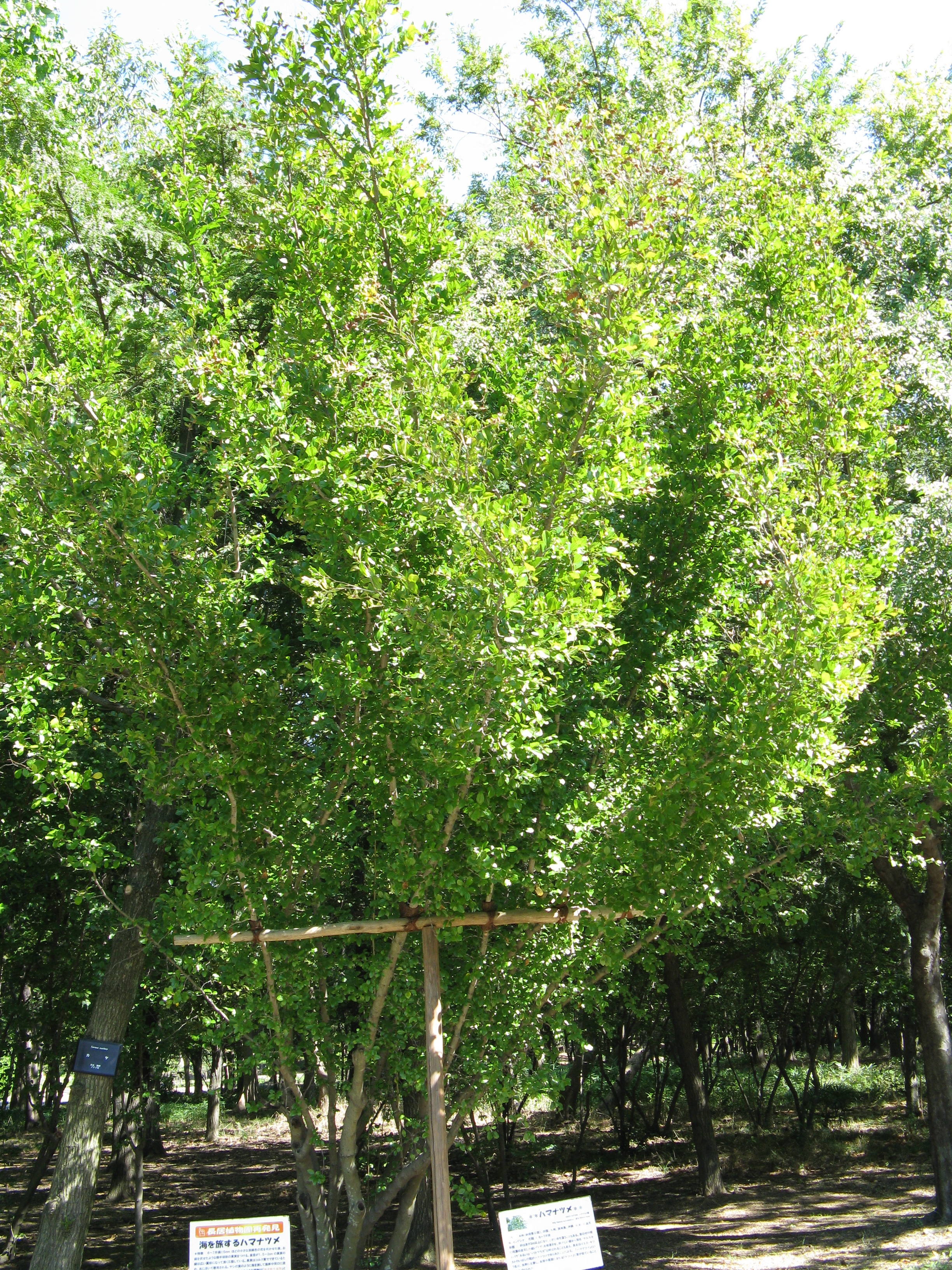
En su hábitat.
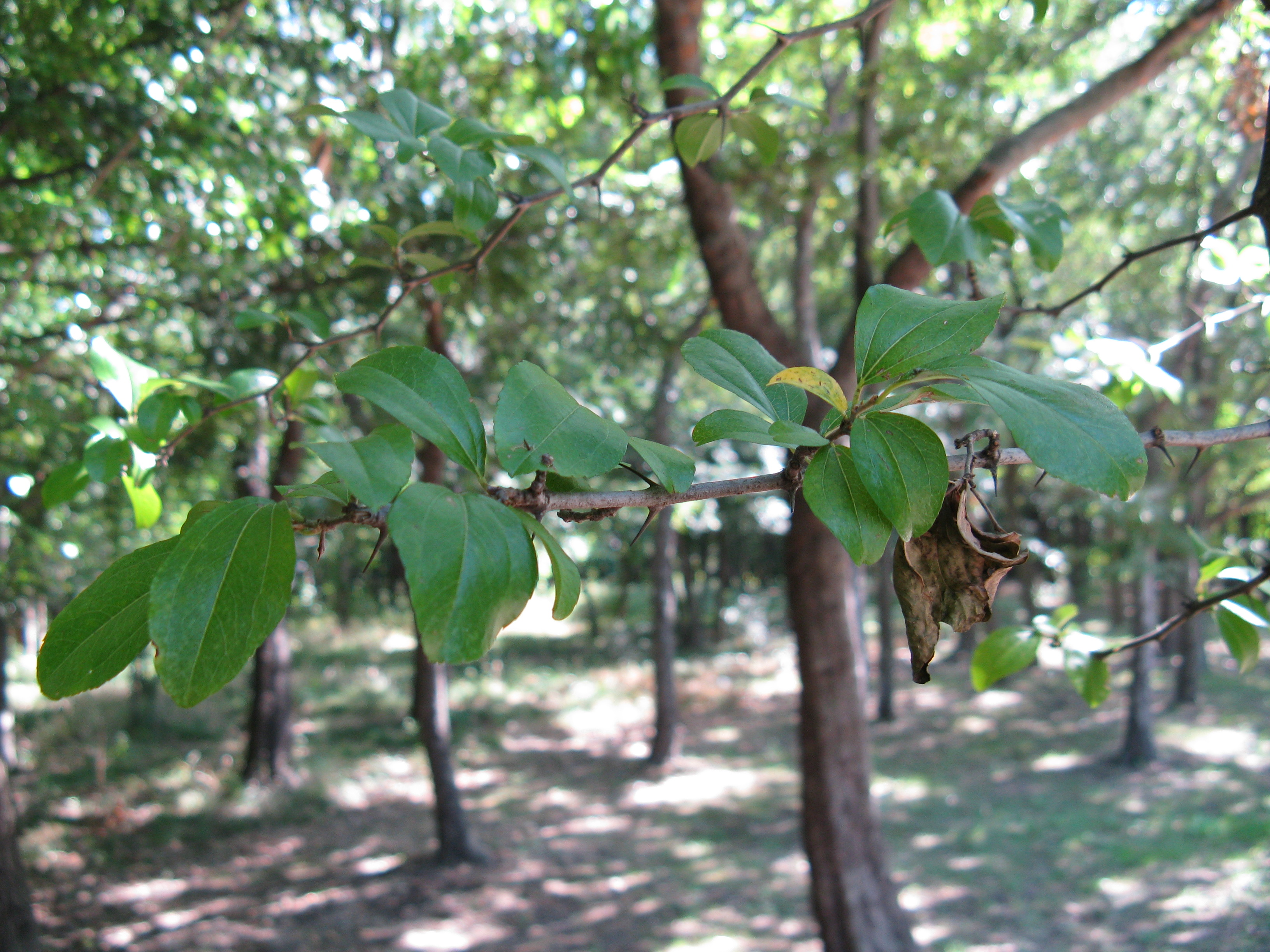
Detalle de las hojas
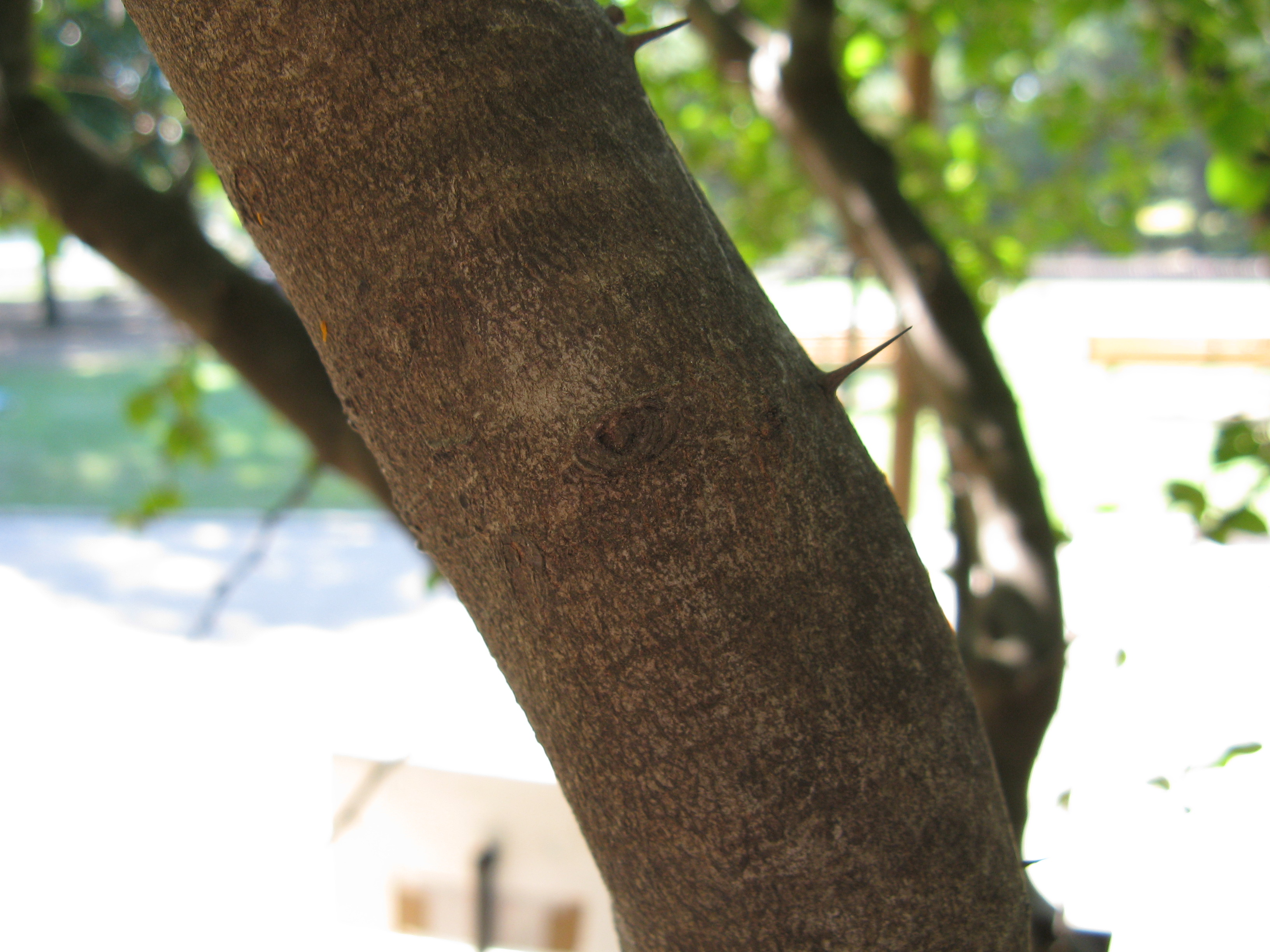
Detalle del tronco